# Lista de curtas-metragens com temática LGBT de 2020
Esta é uma lista de curtas-metragens que contém personagens e/ou temática lésbica, gay, bissexual, ou transgênera que foram lançados em 2020.
| Título                                                                   | Direção                                         | País                           | Gênero                   | Elenco | Anotações |
| ------------------------------------------------------------------------ | ----------------------------------------------- | ------------------------------ | ------------------------ | --- | --- |
| #Gayboy2020                                                              | Noah Causey                                     | EUA                            | Terror, Drama            | Noah Causey, Jeris Dupree, Elan Nelson                                                                      | Um jovem romântico é assombrado pelo fantasma de um relacionamento passado                                                  |
| 1-1                                                                      | Naures Sager                                    | Suécia                         | Comédia                  | Robert Hannouch, Siham Shurafa, Rojan Telo, Jonatan Öhlin                                                   | O encontro sexual de um homem é interrompido por dois amigos                                                                |
| 2 Dollars                                                                | Robin Cloud                                     | EUA                            | Comédia                  | Gabrielle Maiden, Karissa Lee Staples, Naomi Mack, Lisa Goodman, Andrew Joseph Perez, Veralyn Jones         | [ 3 ] |
| 12th Man                                                                 | Caitlin Black                                   | Reino Unido                    | Drama                    | Ryaan Ali, Guy Hodgkinson, Lorn Macdonaldas, Mark McKirdy                                                   | Dois jogadores de futebol escoceses lutam para aceitar sua sexualidade, relacionamento, e lugar dentro de seu time          |
| 6:23 AM                                                                  | Geoffrey Breton                                 | Reino Unido                    | Romance                  | Jade Anouka, Charlotte Ritchie                                                                              | Duas mulheres se conhecem em uma boate e decidem ver o nascer do sol juntas                                                 |
| 62-84 Anlasilmadi Merkez                                                 | Timuçin Ipekusta                                | Turquia                        | Drama                    | Seyhan Arman, Goksu Girisken, Taj Sher Yakub, Gökhan Mumcu, Hamit Annak, Oksan Büyük                        | Uma mulher foge de seu marido abusivo, uma mulher trans sobrevive ao cozinhar, e um imigrante ilegal pensa cometer suicídio |
| Abby & Emily Go to Palm Springs                                          | Hellin Kay                                      | EUA                            | Drama, Romance           | Jessalyn Wanlim, Bob Clendenin, Vico Ortiz, Jessie Cohen                                                    | Duas mulheres descobrem as linguagens de amor uma da outra durante uma viagem à Palm Springs                                |
| Acrimonious                                                              | Olivia Emden                                    | Reino Unido                    | Drama                    | Shubham Saraf, Shaniqua Okwok, Celyn Jones, Tia Bannon, Bradley Banton, Donna Berlin                        | Um divórcio súbito expulsa um homem gay de classe trabalhadora de sua vida de classe média                                  |
| The Act                                                                  | Thomas Hescott                                  | Reino Unido                    | Drama, Histórico         | Annette Badland, Samuel Barnett, Ian Hallard, Cyril Nri, Simon Lennon, Jim Conway                           | Segue um jovem gay em 1965, dois anos antes da Grã-Bretanha legalizar a homossexualidade                                    |
| An Act of Affection                                                      | Viet Vu                                         | Portugal, Vietnã               | Documentário             | Pierre Ghislain                                                                                             | Segue um idoso gay e solteiro em Lisboa                                                                                     |
| Agua                                                                     | Santiago Zermeño                                | México                         | Drama                    | Daniel Bolaños, Zezé Ramos, Yoshira Escárrega                                                               | Um jovem de uma cidade tradicional explora seus desejos sexuais com outro homem                                             |
| All I need is a ball                                                     | Elena Molina                                    | Espanha                        | Documentário             | Paloma Pujol                                                                                                | Uma jogadora luta para criar a categoria feminina de futebol freestyle na Espanha                                           |
| Alone out Here                                                           | Luke Cornish                                    | Austrália                      | Documentário             | Jonathan Wright                                                                                             | Em um momento de mudanças climáticas catastróficas, um fazendeiro gay enfrenta um dilema                                    |
| And We Collide                                                           | Dongni Lanca Li                                 | China                          | Romance, Drama           | Kejing Huang, Yancheng Wang                                                                                 | O romance frágil entre um aspirante a astronauta e um jovem fazendeiro                                                      |
| Aninsri daeng (อนินทรีย์แดง)                                                | Ratchapoom Boonbunchachoke                      | Tailândia                      | Fantasia, Romance, Drama | Sarut Komalittipong, Atikhun Adulpocatorn, Gandhi Wasuvitchayagit, Ornanong Thaisriwong                     | [ 15 ] |
| Apodrasi apo ton Efthrafsto Planiti (Απόδραση από τον Εύθραυστο Πλανήτη) | Thanasis Tsimpinis                              | Grécia                         | Fantasia, Romance        | Michail Tabakakis, Nikos Lekakis                                                                            | Dois jovens se conhecem poucas horas antes do fim do mundo                                                                  |
| Ashley                                                                   | Jamie Crewe                                     | Reino Unido                    | Drama                    | Jamie Crewe, Travis Alabanza                                                                                | [ 17 ] |
| At Last                                                                  | Lorena Gordon                                   | EUA                            | Drama                    | Tricia Brooks, Katie Burton, Marlene Forte, Zack Gottsagen, George Lopez                                    | Uma adolescente tímida revela sua verdade na noite mais importante do ano                                                   |
| Avocado Toast                                                            | My-Hanh Lac                                     | EUA                            | Drama                    | Michael Cuevas, Cha-tah Ellem, Jason Eng, Ted Harvey, Mariah Heath, Ashley Heimbach                         | Uma tomboy exuberante luta para encontrar equilíbrio entre sua família, amigos, e sexualidade                               |
| Babtou fragile                                                           | Hakim Mao                                       | França                         | Drama                    | Youssouf Abi-Ayad, Pierre Emö, Daphné Huynh                                                                 | Após ser convencido por sua melhor amiga, um homem tenta conhecer pessoas por aplicativos                                   |
| Baby Lies Truthfully                                                     | Joe Ingham                                      | Reino Unido                    | Documentário, Drama      | Russell Tovey                                                                                               | Uma colagem dos poemas de David Robilliard                                                                                  |
| Babylebbe                                                                | Tone Ottilie                                    | Dinamarca                      | Drama                    | Anna Zerbib Streitz, Levi Eja Roepstorff, Nikoline Husmer Marquardsen, Zelma Feldman Lewerissa, Frey Elliot | Uma mulher vai com sua irmã mais velha a uma festa techno queer para reconquistar a sua ex                                  |
| Bathroom Privileges                                                      | Ellie Land; Rupert Williams                     | Reino Unido                    | Animação, Documentário   | | Sobre a exclusão de minorias dos banheiros públicos                                                                         |
| Buck                                                                     | Elegance Bratton, Jovan James                   | EUA                            | Drama                    | Biko Eisen-Martin, Bruce Jackson, Simbi Kali, Gabe Peyton, Malik Shakur                                     | Sobre homens soropositivos da comunidade gay negra                                                                          |
| Catramina                                                                | Horacio Parisotto                               | Argentina                      | Comédia                  | Facundo Calandrelli, Ignacio Huang                                                                          | Dois homens tentam assaltar a Universidad del Cine em Buenos Aires                                                          |
| Cindy                                                                    | Rosanagh Griffiths                              | Reino Unido                    | Comédia                  | Bronwyn James, Komal Amin, Jacqui Bardelang, Kaya Brown-Hallam, Kiki Kendrick, Lorn Macdonald               | A primeira apresentação de uma drag queen amadora                                                                           |
| Colada                                                                   | Ibon Hernando                                   | Espanha                        | Romance                  | Teresa Grau, Clara Navarro, Alfons Nieto, Alejandra González Sevares                                        | Uma mulher é apaixonada por sua vizinha, mas as duas só se encontram na lavanderia do prédio                                |
| Control                                                                  | Tom Tennant                                     | França                         | Drama                    | James Anderson, Sharon Young, Pía Laborde-Noguez                                                            | Quando seus filhos crescem um homem quer despedir a babá, mas sua esposa não aceita                                         |
| El día comenzó ayer                                                      | Julián Hernández                                | México                         | Drama                    | Esteban Caicedo, Hugo Catalán, Cristhian Díaz Cruz, Javier Oliván, Mauricio Rico, Alfredo Veldáñez          | Dois universitário, um ginasta soropositivo confiante e um inseguro inexperiente, se encontram                              |
| The Dirt Between My Fingers                                              | Joshua Chislett                                 | Canadá                         | Drama                    | Shawn Vincent, Jack Parsons                                                                                 | Uma amizade inesperada se forma quando dois garotos se conhecem sob estranhas circunstâncias                                |
| Dirty                                                                    | Matthew Puccini                                 | EUA                            | Romance                  | Morgan Sullivan, Manny Dunn, Sean Patrick Higgins                                                           | Um homem quer passar a tarde com seu namorado, mas nada acontece como planejado                                             |
| Dotýkání                                                                 | Dominik György                                  | República Checa                | Drama                    | Herman Tajovský, Krystof Brand, Lída Jakubuv, Jana Olhová                                                   | [ 32 ] |
| Du gamla, Du fria                                                        | Dawid Ullgren                                   | Suécia                         | Drama                    | Samuel Astor, Susanne Barklund, Jonatan Blode, Bengt Braskered, Carlos Romero Cruz                          | Um homem e seu amigos celebram seu aniversário quando um transeunte faz uma insinuação homossexual para eles                |
| Dustin                                                                   | Naïla Guiguet                                   | França                         | Drama                    | Dustin Muchuvitz, Félix Maritaud, Juan Corrales, Raya Martigny                                              | Uma mulher trans vai em uma rave com o namorado e seus amigos                                                               |
| Eggshells                                                                | Slava Doycheva                                  | Bulgária                       | Drama                    | Ivan Doytchev, Stela Stoynova                                                                               | Quando sua namorada escolha a família ao invés dela, uma jovem decide procurar por seu pai                                  |
| Hva er en kvinne?                                                        | Marin Håskjold                                  | Noruega                        | Drama                    | Mina Alette Høvik, Eva Johansson, Louise Löwenberg, Mariken Halle, Rebekka Jynge                            | Uma discussão ocorre em um vestiário feminino quando alguém pede que uma mulher trans saia                                  |
| I'm Not Gay                                                              | Martin Chichovski                               | Macedônia do Norte             | Comédia                  | Vanja Trojachanec, Hristo Cholakov, Darko Minevski                                                          | Dois homens se recusam a declarar o que sentem um pelo outro                                                                |
| Inabitáveis                                                              | Anderson Bardot                                 | Brasil                         | Dança, Drama             | Castiel Vitorino Brasileiro, Lucciano Coelho, Mauro Marques, Markus Konká, Gil Mendes, Lorena Lima          | [ 38 ] |
| Inabitável                                                               | Enock Carvalho, Matheus Farias                  | Brasil                         | Drama                    | Luciana Souza, Eduarda Lemos, Erlene Melo, Lais Vieira, Sophia William                                      | Uma mulher procura por sua filha trans desaparecida                                                                         |
| J'ador                                                                   | Simone Bozzelli                                 | Itália                         | Drama                    | Claudio Segaluscio, Federico Majorana                                                                       | Um jovem tem que "cheirar como um homem" para ser convidado para sair com um grupo de meninos mais velhos                   |
| Kohrra                                                                   | Ribhu Ghosh                                     | Índia                          | Drama                    | | Um jovem vivendo em uma rígida sociedade patriarcal procura por sua identidade sexual                                       |
| Let There Be Colour                                                      | Ado Hasanovic                                   | Bósnia e Herzegovina           | Documentário             | Prisca Van Der Mullen, Alem Hatibovic, Ludovica Filomeno                                                    | Segue a primeira parada do orgulho LGBT de Sarajevo                                                                         |
| Lola                                                                     | Alexander Vlahos                                | Reino Unido                    | Drama                    | Lewis Reeves, Anna Brewster, Arinzé Kene, Otto Baxter                                                       | [ 43 ] |
| Mano santa                                                               | Stephanie Camacho                               | Porto Rico                     | Drama                    | Raymond Rassi Maldonado, Jean Chocano                                                                       | Um curandeiro abriga seu neto depois que este foge de casa                                                                  |
| The Men Who Speak Gayle                                                  | Andrew Brukman                                  | África do Sul                  | Documentário             | | Uma jovem drag queen é um dos últimos que ainda sabe falar o gayle, língua secreta da comunidade gay durante o Apartheid    |
| Los novios de mi madre                                                   | Samuel Montes De Oca Leon                       | México                         | Drama                    | César Acosta, Sandra Burgos, Alonso Esponda                                                                 | Um jovem leva seu amigo, de quem ele gosta, para sua casa e fica irritado com os flertes de sua mãe                         |
| Nattåget                                                                 | Jerry Carlsson                                  | Suécia                         | Drama                    | Erik Nilsson, Khalil Ben Gharbia, Elin Hugoson                                                              | Um jovem voltando de uma entrevista de emprego conhece outro como ele no trem                                               |
| OK Chlöe                                                                 | Charlotte Evans                                 | Nova Zelândia                  | Documentário             | Chlöe Swarbrick                                                                                             | Sobre Chlöe Swarbrick, membro mais nova do Parlamento Neo Zelandês                                                          |
| Ouça                                                                     | Cris Lyra                                       | Brasil                         | Documentário             | | cartas de 20 mulheres lésbicas e bissexuais escritas durante a quarentena                                                   |
| Out                                                                      | Steven Hunter                                   | EUA                            | Animação, Fantasia       | Caleb Cabrera, Matthew Martin, Kyle McDaniel, Bernadette Sullivan                                           | Primeiro curta da Pixar e da Disney de temática gay                                                                         |
| Paese Che Vai                                                            | Luca Padrini                                    | Itália                         | Comédia                  | Rocco Fasano, Jason Prempeh, Giusy Valeri, Alessandro Benvenuti, Lorenzo Pozzan                             | Um jovem retorna a sua cidadezinha natal para apresentar seu namorado à sua família                                         |
| Panteres                                                                 | Erica Sánchez                                   | Espanha                        | Drama                    | Laia Capdevila, Rimé Kopoború, Silvia Albert, Alba Mares                                                    | Uma jovem grávida examina os corpos de outras mulheres do vestiário e os compara ao seu                                     |
| Por donde pasa el silencio                                               | Sandra Romero Acevedo                           | Espanha                        | Drama                    | Antonio Araque, Emmanuel Medina                                                                             | [ 53 ] |
| O Presente                                                               | Daniel Wierman                                  | Brasil                         | Drama                    | Luiz Felipe Bianchini, Fabricio Licursi, Amanda Lyra, Renan Motta                                           | Um homem procura por um presente de aniversário para dar, enquanto seu amigo é o próprio presente                           |
| Shams                                                                    | Pauline Beugnies                                | Bélgica, França                | Drama                    | Claire Beugnies, Amina El Banna, Reem El Maghraby, Zainab Magdy                                             | Uma mulher belga vivendo no Cairo procura por sua namorada egípcia desaparecida                                             |
| The Shawl                                                                | Sara Kiener                                     | EUA                            | Animação, Documentário   | Dusty Childers, Shane O'Neill                                                                               | Segue o romance entre dois atores e comediantes                                                                             |
| Sheer Qorma                                                              | Faraz Arif Ansari                               | Índia                          | Drama, Romance           | Shabana Azmi, Divya Dutta, Swara Bhaskar, Surekha Sikri                                                     | Sobre o relacionamento entre duas mulheres muçulmanas                                                                       |
| The Song We Sang                                                         | Aarti Neharsh                                   | Índia                          | Drama                    | Ayushi Gupta, Serena Walia                                                                                  | Uma economista questionando suas decisões conhece a prima de um amigo de Nova Deli                                          |
| Stray Dogs Come Out at Night                                             | Hamza Bangash                                   | Paquistão, Reino Unido, Canadá | Drama                    | Mohammad Ali Hashmi, Iqbal Adnan Shah                                                                       | Um massagista migrante não se conforma com sua doença e convence seu tio a levá-lo para a praia                             |
| Tandis que je respire encore                                             | Laure Giappiconi, Elisa Monteil, La Fille Renne | Canadá                         | Drama                    | | Uma mulher reconta sua jornada sexual                                                                                       |
| Tender                                                                   | Felicia Pride                                   | EUA                            | Drama                    | Trishauna Clarke, Farelle Walker                                                                            | Após passarem a noite juntas, duas mulheres em partes diferentes de suas vidas tem uma manhã mais íntima ainda              |
| Two Little Boys                                                          | Farbod Khoshtinat                               | EUA                            | Drama                    | Trace Talbot, Asa Germann, Jordan Kyle, Nathaniel Castelo, Luka Kantsebovskiy, Rebecca Ritz                 | O amor secreto de um garoto por seu atormentador na escola o leva por um caminho inesperado                                 |
| U Up?                                                                    | Viktória Szemerédy                              | Hungria                        | Drama                    | Barnabás Rohonyi, Miklós H. Vecsei                                                                          | Sozinho um casa, um jovem recebe uma mensagem de seu namorado da internet                                                   |
| Undefeated                                                               | Robert Madden                                   | Irlanda                        | Drama                    | Maxim Trigub, Aston Burke Flynn, Mandy Irving, Conor Quinn, Darcy Elizabeth Mullen, Mo Aldahchan            | Um jovem boxeador gay desafia estereótipos                                                                                  |
| Unfinished Business                                                      | Mary Dauterman                                  | EUA                            | Comédia                  | Jenny Donheiser, Meagan Kensil, Arielle Siegel, Nicole Spiezio, Sam Taggart                                 | Um stripper por acaso acaba fazendo um show para um grupo de fantasmas mulheres de negócio dos anos 80                      |
| Unforgivable                                                             | Marlén Viñayo                                   | El Salvador                    | Documentário             | Carlos Martínez                                                                                             | Um assassino de aluguel lida com sua sexualidade dentro de uma prisão evangélica                                            |
| Unhappy Birthday                                                         | Abby Urban                                      | EUA                            | Comédia                  | Presley Christine                                                                                           | Uma mulher é largada no dia do seu aniversário de 30 anos                                                                   |
| Venture Out                                                              | Jamie DiNicola, Matthew Mikkelsen, Palmer Morse | EUA                            | Documentário             | Perry Cohen                                                                                                 | Sobre o Venture Out Project, uma ONG que leva pessoas LGBT em viagens pela natureza                                         |
| Victoria                                                                 | Daniel Toledo Saura                             | Espanha                        | Drama                    | Abril Zamora, Lorena López                                                                                  | [ 69 ] |
| Vote Neil                                                                | Honora Talbott                                  | EUA                            | Documentário             | Neil Rafferty, Michael Rudulph                                                                              | A campanha de um homem abertamente gay para a prefeitura de Birmingham                                                      |
| We Need to Talk About the Ring                                           | Yichi Chen                                      | Taiwan                         | Drama, Comédia           | | Quando o casamento gay é legalizado em Taiwan, uma mulher desiste de sua carreira de sucesso nos EUA para voltar para casa  |
| We two                                                                   | Grace Porter                                    | Reino Unido                    | Drama                    | Grace Carter, Lynsey Murrell                                                                                | Uma despedida entre duas amantes                                                                                            |
| When I Write It                                                          | Nico Opper, Shannon St. Aubin, Ajai Kasim       | EUA                            | Documentário             | Leila Mottley, Ajai Kasim                                                                                   | Dois adolescentes de Oakland exploram o significado de ser jovem, negro, e comprometido a fazer arte                        |
| Willem                                                                   | David Hastings                                  | Reino Unido                    | Drama, Histórico         | Thomas Loone, Will Bradshaw, Chris Johnson                                                                  | O relacionamento entre Willem Arondeus, membro da resistência holandesa abertamente gay, e seu guarda de cela nazista       |
| Woman from Mars                                                          | Piano Whitman                                   | EUA                            | Documentário             | Dylan Greenberg, Lloyd Kaufman, Kansas Bowling                                                              | A cineasta trans Dylan Greenberg fala sobre sua luta sendo uma minoria na indústria cinematográfica                         |
| You Will Still Be Here Tomorrow                                          | Michael Hanley                                  | Canadá                         | Drama                    | Jonathan Watton, Eric Peterson, Ahmed Muslimani, Leo Orgil                                                  | Um homem gay casado tem que sair do armário constantemente para seu pai, que tem Alzheimer                                  |
| Yours Mine Ours                                                          | Ben Baur                                        | EUA                            | Drama                    | Ben Baur, Sachin Bhatt, Kasey Mahaffy                                                                       | Um homem em um relacionamento estável reconecta com uma pessoa especial de seu passado                                      |
| Zanmi                                                                    | Nadia Charlery                                  | Martinica                      | Drama                    | Erika Marquez, Marc Julien Louka, Steffy Glissant, Nikita, Mickaél Roch, Patrick Hierso                     | [ 78 ] |